# Wear My Ring Around Your Neck
"Wear My Ring Around Your Neck" es una canción pop escrita por Bert Carroll y Russell Moody que se convirtió en un gran éxito de Elvis Presley alcanzando los primeros puestos de tres listas del Billboard,   al mismo tiempo que lograba ascender en el UK Singles Chart. 

## Grabación
Elvis grabó el tema el 1 de febrero de 1958 en los estudios Radio Recorders de Hollywood, Primeramente se realizó una toma donde Elvis tocó la guitarra acústica rítmica acompañado de sus músicos habituales durante ese período. Días más tarde, el 26 de Febrero, Elvis sobregrabó el tema tocando el mismo el piano. El 1 de abril de 1958 la compañía RCA lanzó el tema al mercado en formato de disco sencillo con "Doncha Think It's Time" en el lado B. 
Apenas dos semanas después de su lanzamiento alcanzó las listas del Billboard Hot 100. Elvis vendió más de 1 millón de copias del disco y hoy en día está premiado por la RIAA con el disco de platino.  Al año siguiente ambos temas del sencillo integraron el álbum 50,000,000 Elvis Fans Can't Be Wrong: Elvis' Gold Records – Volume 2 que también logró convertirse en disco de platino. En 1992 el tema se compiló en el álbum Elvis Presley The King Of Rock N Roll - The Complete 50's Masters. 

## Músicos
- Elvis Presley – voz, guitarra acústica rítmica y piano
- Scotty Moore – guitarra eléctrica líder
- Bill Black — bajo
- D. J. Fontana – batería
- The Jordanaires – coros

## Charts
| Charts (1958)             | Posición alcanzada |
| ------------------------- | ------------------ |
| Billboard Hot 100         | 2                  |
| Billboard Country Singles | 3                  |
| Billboard R&B Singles     | 1                  |
| UK Singles Chart          | 3                  |